# Bernhard Cullmann
Bernhard Cullmann, detto Bernd (Rötsweiler-Nockenthal, 1º novembre 1949), è un ex calciatore tedesco, di ruolo centrocampista.
Centrocampista, giocò dal 1969 al 1984 al 1. FC Colonia, collezionando in tutto 341 presenze e 29 reti. Vinse con i caproni 3 coppe di Germania e una Bundesliga.
Con la Germania Ovest dal 1973 al 1980 andò a segno sei volte su quaranta partite e vinse il campionato del mondo 1974 e il campionato d'Europa 1980. Partecipò inoltre al campionato del mondo 1978.

## Palmarès

### Club
- Coppa di Germania: 3

Colonia: 1976-1977, 1977-1978, 1982-1983
- Campionato tedesco: 1

Colonia: 1977-1978

### Nazionale
- Campionato mondiale: 1

1974
- Campionato d'Europa: 1

1980